# 池田輝政
池田 輝政（いけだ てるまさ）は、安土桃山時代から江戸時代初期にかけての武将・大名。美濃池尻城城主、同大垣城城主、同岐阜城城主、三河吉田城城主を経て、播磨姫路藩初代藩主となる。姫路城を現在残る姿に大規模に修築したことで知られる。

## 生涯

### 織田家臣の時代と活躍

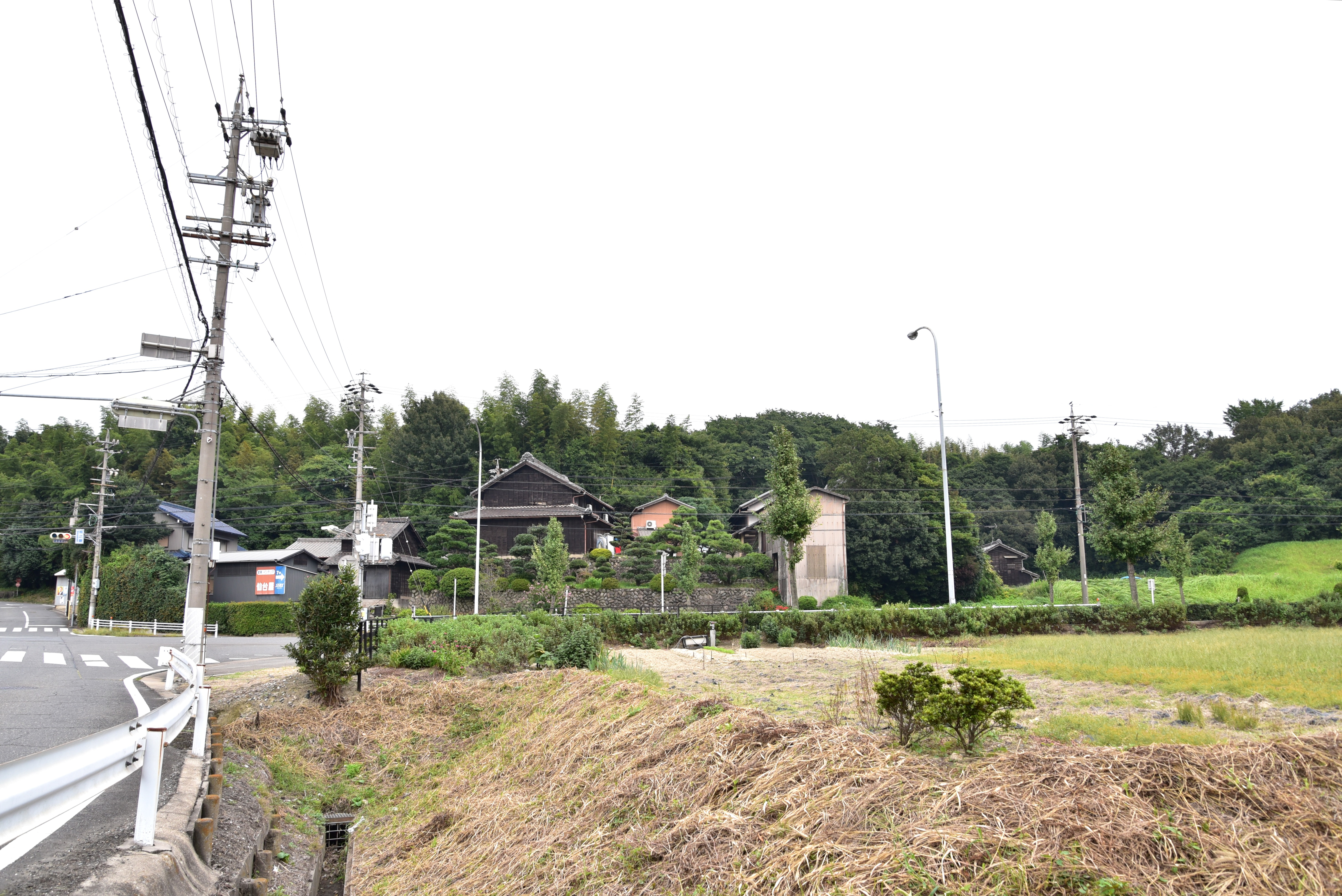
奥の小山が最初に城主となった木田城跡（愛知県東海市）

永禄7年（1564年）、織田信長の重臣・池田恒興の次男として尾張国清洲で生まれ、幼名を古新といった。
元服してからは照政と称した。照政の名乗りは慶長12年閏4月9日まで確認され、7月3日からは輝政に改名していることが確認される。父や兄・元助と共に信長に仕え、輝政は信長の近習となる。
天正元年（1573年）、母方の伯父・荒尾善久の養子となり木田城主となる。荒木村重が謀反を起こした有岡城の戦いでは天正7年（1579年）11月に父と共に摂津倉橋に在陣した。
天正8年（1580年）、花隈城（花熊城）攻略の際（花熊城の戦い）には北諏訪ヶ峰に布陣し、閏3月2日に荒木軍の武士5、6名を自ら討ち取る高名を立てた。その軍功により、信長から感状を授けられた。

### 家督相続と豊臣家臣の時代

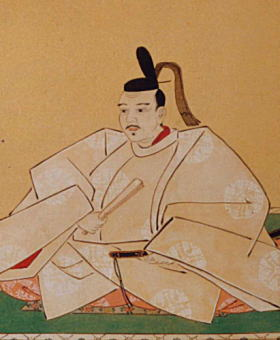
池田輝政肖像

天正10年（1582年）2月、兄と共に甲州征伐に出陣する。
同年6月、本能寺の変で信長が明智光秀に討たれる。中国攻めから引き返して尼崎に到着した羽柴秀吉と合流した恒興は、このとき、秀吉の甥・秀次を恒興の婿に、輝政を秀吉の養子とすることを約束した。
同年10月15日、秀吉が京都大徳寺で信長の葬儀を催すと、輝政は羽柴秀勝と共に棺を担いだ。
天正11年（1583年）、父が美濃国大垣城主となると、自らは池尻城主となった。
天正12年（1584年）、小牧・長久手の戦いにおいて、父の恒興と兄の元助が討死したため、家督を相続し、美濃大垣城主13万石を領した。
天正13年（1585年）、同じ13万石で岐阜城主となった。その後も紀州征伐や富山の役（佐々成政征伐）、九州平定など秀吉の合戦の大半に従軍した。
天正15年（1587年）6月21日から、羽柴岐阜侍従として所見される、輝政は羽柴姓を以後1611年12月まで名乗ったことが確認されている。天正16年（1588年）、従四位下侍従に叙任、豊臣姓を下賜された。
天正18年（1590年）の小田原征伐・奥州仕置には2,800の兵を率いて参加した。そのため戦後の同年9月、三河国の内、渥美・宝飯・八名・設楽4郡（東三河）において15万2,000石に加増され、吉田城主となった。また、在京の粮米として伊勢国小栗栖庄を与えられた。
吉田城主時代は同時期に尾張に入部した豊臣秀次に付属させられたと見られており、そのため文禄の役に際しては国内守備の任務にあった秀次に近侍して吉田城に留まり東国警衛の任にあたっている。朝鮮出兵に関する任務としては、大船建造や兵糧米の名護屋城回送を命じられている。また、伏見城普請や豊臣秀保の大和多内城普請を務めた。
文禄3年（1594年）、秀吉の仲介によって、徳川家康の娘・督姫を娶る。輝政の正室・糸姫は利隆を出産した際、出血が止まらずそれがもとで病気になり実家に帰ったとされる（『池田家履歴略記』）。中川家とはその後も関係が良好で、関ヶ原の戦いの前に糸姫の弟の中川秀成は輝政の仲介で家康に忠誠を誓った。
文禄4年（1595年）、関白・秀次の失脚時、その妻妾の多くが殺害されたものの、輝政の妹・若政所（秀次の正室）は例外的に助命されており、特別丁重に扱われている（秀次事件）。豊臣時代、輝政は豊臣一族に準じて遇されていた。

### 関ヶ原と西国の太守

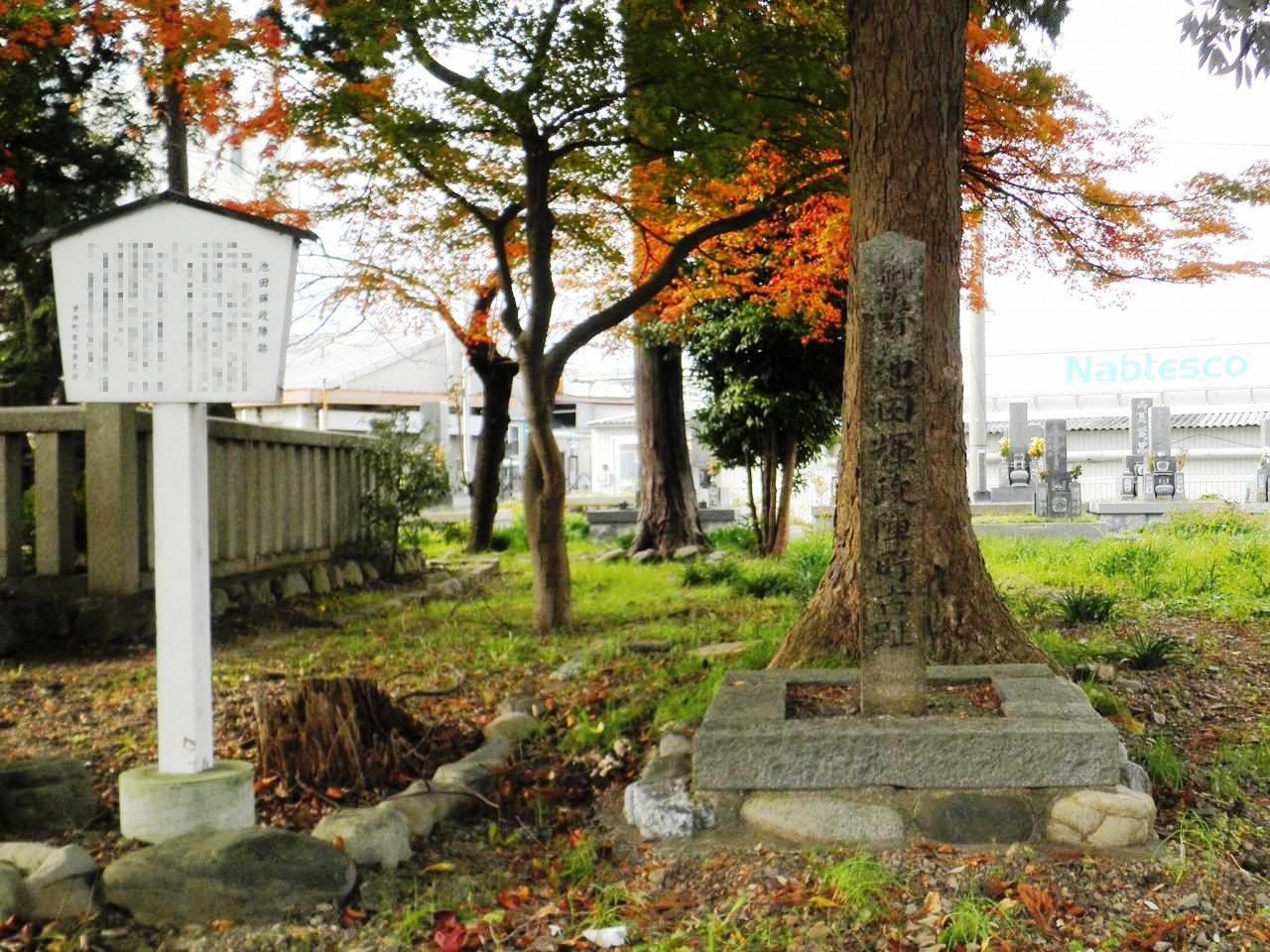
関ヶ原の戦いの池田輝政陣跡（岐阜県不破郡垂井町）

慶長3年（1598年）8月、秀吉が没すると家康に接近した。また、福島正則や加藤清正ら武断派の諸将らと共に行動し、文治派の石田三成らと対立した。
慶長4年（1599年）閏3月3日、武断派と文治派の仲裁をしていた前田利家が死去すると、七将の一人として福島正則・加藤清正・加藤嘉明・浅野幸長・黒田長政らと共に石田三成襲撃事件を起こした。
慶長5年（1600年）、関ヶ原の戦いでは、前哨戦となった織田秀信の守る岐阜城攻略に参加しており、岐阜周辺から西美濃一帯の村や寺院には、八月日付で輝政が出した禁制が多数残されている。禁制を大量発給し広域的に人々の安全を保証することで占領・支配の円滑化を図っており、地域社会も一斉にそれになびいた様子が窺える（岐阜城の戦い）。本戦では毛利秀元や吉川広家ら南宮山の西軍の抑えを務めており、直接の戦闘はなかった。
慶長6年（1601年）2月8日、徳川秀忠が輝政邸を訪れたが、これは関ヶ原以後初めての外様大名の屋敷への御成であったとされる（『落穂集』）。
戦後、これらの功績により37万石を加増されて52万石となり、播磨国姫路に加増移封され、初代姫路藩主となった。ここに輝政は国持大名としての政治的地位を獲得したのであり､その知行方は当時でも八番目に高いものであった。12月には従四位下・右近衛権少将に叙任された。関ヶ原合戦以後における徳川氏一門以外の大名における少将以上の任官は、前年3月における福島正則に次いでのものであり、初期徳川政権における両者の政治的役割の高さを示すものである。
慶長6年（1601年）から慶長14年（1609年）にかけて、姫路城を大規模に改修する。
慶長11年（1606年）以降、姫路城と同時進行で加古川流域の改修も始め、加古川の上流の田高川の河川開発事業や下流域の高砂の都市開発事業を行った。また、諸大名らと共に、慶長11年（1606年）の江戸城普請、同14年（1609年）の篠山城普請、翌15年（1610年）の名古屋城普請など、天下普請にも従事し、篠山城普請では総普請奉行を務めた。
慶長14年（1609年）、火災で焼失した伊勢神宮（金剛證寺）の摩尼殿を再建している。
慶長16年（1611年）3月、二条城における家康と豊臣秀頼との会見に同席した。
慶長17年（1612年）8月、正三位参議に叙任、松平姓を与えられ、「松平播磨宰相」と称された。徳川政権下において、徳川一門以外の大名で参議に任官されたのは輝政が最初である。また、五男・忠継の備前国岡山藩28万石、六男・忠雄の淡路国洲本藩6万石、弟・長吉の因幡国鳥取藩6万石を合せ、一族で計92万石（一説に検地して100万石）もの大領を有した。徳川家との縁組は家格を大いに引き上げ、明治維新に至るまで池田家が繁栄する基盤となった。
慶長17年（1612年）1月、輝政は中風にかかり、3月には徳川秀忠から息子の利隆に4通もの書状が送られている。8月には回復し駿府、江戸を訪れた。23日に秀忠に拝謁した際松平氏を賜り参議に奏請された。参議に任じられたことを謝するため、10月17日に参内し、その後播磨へと帰国した。
慶長18年（1613年）1月25日、死去。50歳。法名は、国清院殿泰叟玄高大居士。
死因は中風（『駿府記』）。なお輝政が中風を患ったと本多正純から事情を聴いた家康は、中風の薬として烏犀円を遣わしている。豊臣秀頼の重臣らが輝政の死を聞いて愕然として「輝政は大坂の押へなり。輝政世にあらん限りは、関東より気遣ひなく、秀頼公の御身の上無事成るべし。輝政卒去の上は大坂は急に亡さるべし」（『埋礼水』）と語ったという逸話がある。
家督は長男（嫡男）の利隆が継いだ。

## 墓所・祭祀
- 萬歳山国清寺（岡山市中区小橋町）[注釈 6]
- 和意谷池田家墓所（岡山県備前市吉永町和意谷）
- 泰叟山国清寺（宮津市金屋谷）
- 姫路市の増位山随願寺に五輪塔
- 鏡石神社（岡山県備前市）祭神（神号：日乃星照神）[3]

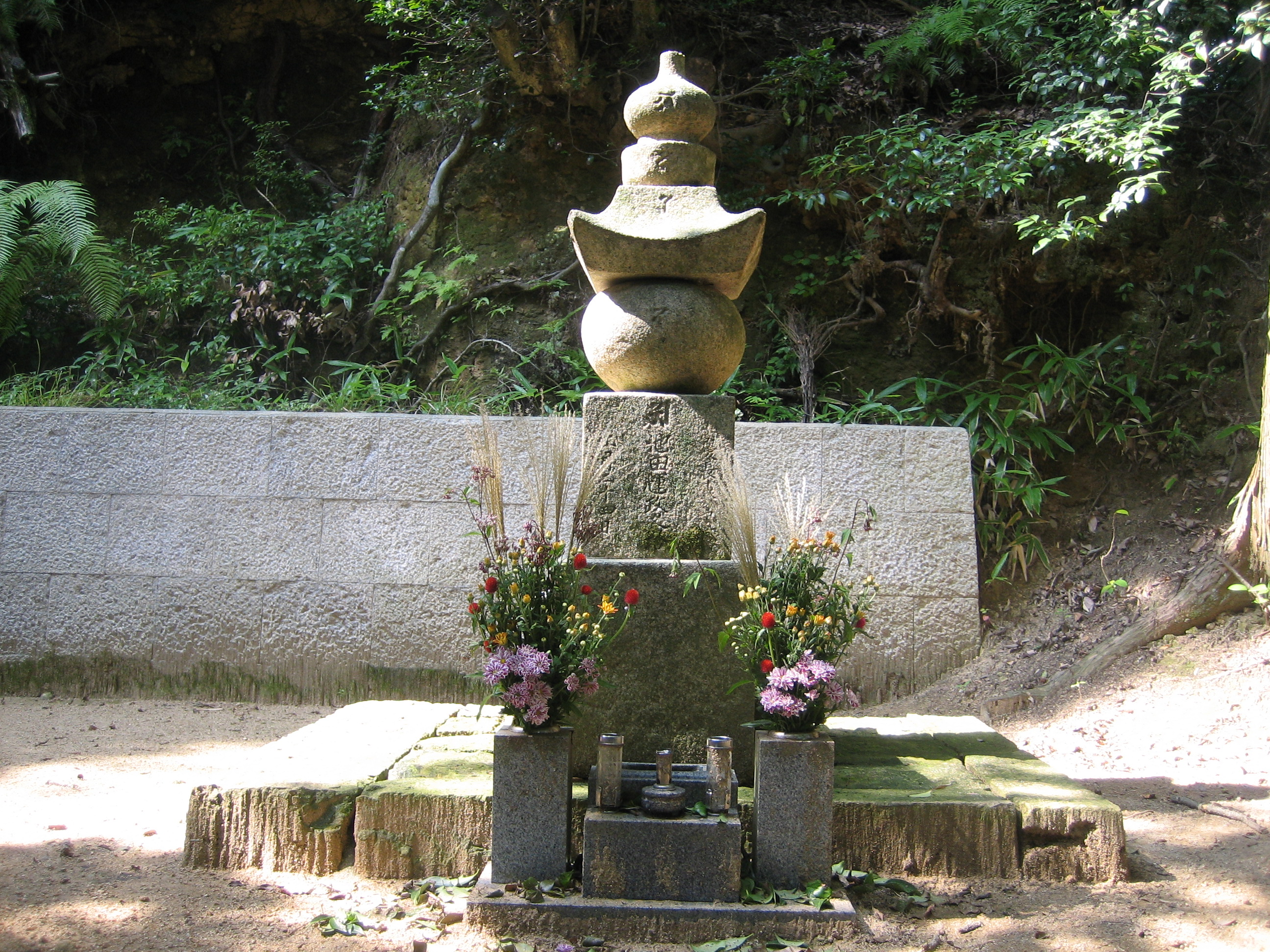
増位山随願寺の池田輝政五輪塔
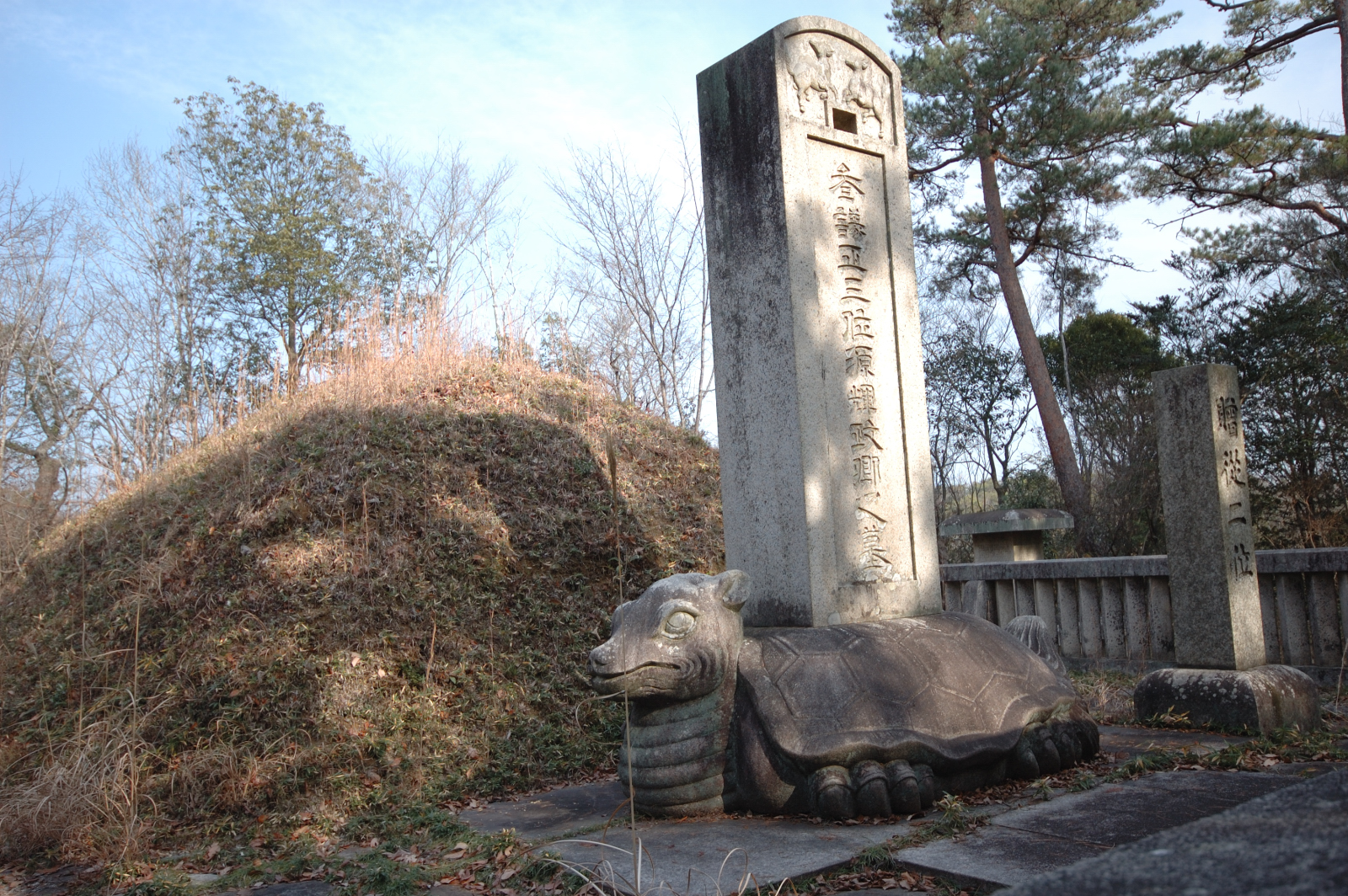
和意谷池田家墓所池田輝政の墓

## 人物・逸話

### 人物像
輝政は「幼い時からはきはきした性格で、成長するに従い、雄々しく逞しくなった。人となりは剛直で、下の者に臨む態度は寛容で、徳行を賞して顕彰した」と評されている（『名将言行録』）。また、口数の少ない寡黙な人物だったといわれる。
あまり物事にはこだわらない性格で、家康から命じられた岐阜城攻めで、福島正則と激しい功名争いを演じたが、実際には一番乗りの手柄を上げたにもかかわらず、あっさりと功を譲って、同時に城を落としたことにしたと伝わる。
輝政は芹が好きで、備前国御野郡に生えるものを上物としその芹を取ることを禁じていた。しかしある士がこれを盗んでしまったので百姓たちは池田家臣の萩田庄助に訴えた。そのことを聞かされた輝政が「それはただ取ったのか、あるいは盗んだのか」と問うと、庄助は「盗んだのです」と答えたので輝政は「芹を強引に取ったのなら憎いが、盗んだということならきっと私と同じ芹好きではないだろうか。そのままにせよ」と許したという（『池田家履歴略記』） 。

### 徳川家に関連する逸話
家康の娘・督姫を娶った際、伏見の徳川屋敷を訪れた輝政は長久手の戦いで父・恒興を討った永井直勝を召し出し、その最期を語らせた。しかし、直勝が5,000石の身上だと知ると輝政は不機嫌になり「父の首はたったの5,000石か」と嘆息したという（『甲子夜話』）。この後、輝政は家康に直勝への加増を言上をして、直勝は1万石の大名になった。後に永井家は7万2,000石を拝領する事になった。
督姫の菩提寺である鳥取の慶安寺の寺伝に池田輝政に嫁ぐ際の経緯が記されており、それによると元々秀吉は池田輝政に崇源院（秀吉の側室・淀殿の実妹）を嫁がせようと家康に相談したが、家康が「浅井の娘（崇源院）を秀忠と縁組させたいので、（その代わりに）輝政には私の娘（督姫）を嫁がせる」と頼んだため、秀吉が受け入れたという。

### その他
通称の三左衛門は、姫路城の三左衛門堀（外堀川）、姫路市内の町名に三左衛門堀東の町・三左衛門堀西の町として名残がある。なお、名前は「輝政」で知られているが、これは彼が慶長12年（1607年）頃と晩年になって改名した名前であり、それまでは「照政」だった。
孫の光政は輝政の声望を尊敬していたという。

## 官歴
- 天正13年（1585年）7月13日 従五位下
- 天正15年（1587年）九州征伐後 賜羽柴姓[29]
- 天正16年（1588年）4月11日 従四位下、侍従。賜豊臣姓[29]
- 慶長8年（1603年）2月12日 正四位下、右近衛少将。
- 慶長17年（1612年）9月 賜松平姓[29]。10月17日 正三位、参議。
- 明治43年（1910年）11月16日 贈従二位

## 系譜
- 正室：糸姫 - 中川清秀の娘
  - 長男：池田利隆（1584年 - 1616年） - 播磨姫路藩2代藩主
- 継室：督姫（1565-1615） - ふう、富子、播磨御前、良正院、徳川家康の次女
  - 長女：茶々姫（のちに千姫）（1596年 - 1659年） - 徳川秀忠養女、京極高広正室
  - 五男：池田忠継（1599年 - 1615年） - 公式には次男。備前岡山藩主
  - 六男：池田忠雄（1602年 - 1632年） - 公式には三男。淡路洲本藩主→備前岡山藩主
  - 七男：池田輝澄（1604年 - 1662年） - 公式には四男。 播磨山崎藩主→池田騒動により改易
  - 八男：池田政綱（1605年 - 1631年） - 公式には五男。 播磨赤穂藩主
  - 次女：振姫（1607年 - 1659年） - 徳川家康・秀忠養女、伊達忠宗正室
  - 九男：池田輝興（1611年 - 1647年） - 公式には六男。播磨平福藩主→播磨赤穂藩主
- 側室：満願院あるいは満正院
  - 次男：池田政虎（1590年 - 1635年） - 公式には七男。池田家家老
- 側室：某氏
  - 三男：池田輝高（?- 1640年） - 公式には八男。
- 側室：随応院 安藤氏（?- 1647年）
  - 四男：池田利政（1594年 - 1639年） - 公式には九男。池田家家老
- 生母不明の子女
  - 女子：池田長明室
  - 孫太郎（?- 1603/1604）：夭折
  - 男子：夭折
- 養女
  - 万姫[30]（1586年?[31] - 1602年） - 北条氏直と督姫の娘。母の再嫁に伴い養女となった。
  - 日置忠俊（池田家臣）室 - 下間頼龍娘、名は小利代
  - 建部光重室 - 下間頼龍娘
  - 徳永昌重正室 - 下間頼龍娘
  - 大久保外記（大久保長安の次男）室 - 下間頼龍娘
  - 丹羽幸元（池田家臣）室 - 下間頼龍娘

七条については『寛政重修諸家譜』の池田氏の項から、養女に関しては論文を出典とした。

## 関連作品

### 小説
- 火坂雅志「おさかべ姫」（文春文庫･『壮心の夢』収録）

### テレビドラマ
- 『葵 徳川三代』（2000年、NHK大河ドラマ、演：磯部勉)